# Recópolis
Recópolis es una antigua ciudad de supuesto origen visigodo situada en el término municipal de Zorita de los Canes (Guadalajara, España), distando apenas 1,5 km del actual núcleo urbano. Fue mandada construir por Leovigildo en honor a su hijo Recaredo en 578. Funcionó como un centro urbano importante, capital de una provincia denominada Celtiberia, de límites imprecisos, al este de la Carpetania (Toledo, la capital del reino). El conjunto está considerado “uno de los yacimientos más trascendentes de la Edad Media al ser la única ciudad de nueva planta construida por iniciativa estatal en los inicios de la Alta Edad Media en Europa” según Lauro Olmo Enciso, catedrático de arqueología de la Universidad de Alcalá.

## Etimología
El estudio de las monedas y del propio nombre hace dudar de la etimología de «Ciudad de Recaredo». No hay en el mundo tardo-antiguo ningún lugar fundado en el que el nombre se acorte, como se sugiere de Recaredo a Rec; si este hubiese sido el caso, la ciudad quizá se hubiese llamado Recaredopolis. Y además, Leovigildo no tendría por qué haber elegido para nombrar la ciudad a su hijo menor (Recaredo) en vez de a su hijo mayor (Hermenegildo, que además se fundó antes de su revuelta contra Leovigildo). La hipótesis que barajan los arqueólogos actuales es que la ciudad se hubiese llamado Rexopolis ('Ciudad del rey'), que haría más clara su etimología, y además se corresponde con las monedas de la ceca que escriben el nombre de la ciudad Recopolis con una sola 
«c» mientras que Recaredo en los textos es escrito Reccaredo, con dos «c». Otra posibilidad, más segura, es que al ser Recaredo un típico nombre gótico birradical sólo se emplease la primera raíz (Recas), tal y como proponía J. M. Piel, al ser la determinativa.

## Localización
Está situada sobre un cerro a cuyos pies discurre apacible el río Tajo, en el término municipal de Zorita de los Canes, en plena Alcarria. En el yacimiento, en la actualidad en curso de excavación, se conservan los restos del palacio, iglesia, puerta monumental, calles, edificios comerciales, casas, muralla, acueducto, caminos de acceso, todo ello con un centro de interpretación, dispuesto para la visita pública. Parte de los elementos constructivos de la ciudad, sillares, escultura decorativa, etc., se reutilizaron en los inicios de la época andalusí, en el siglo IX, para edificar la nueva ciudad que sustituyó a Recópolis en el control del territorio, la medina árabe de Zorita, la actual Zorita de los Canes.

## Contexto histórico

Situación de Recópolis en la Hispania visigoda, en 586.

Según cuenta en su Chronicon Juan de Biclaro, Leovigildo habría mandado construir esta ciudad en 578, en un año en el que paró sus campañas bélicas. Además, es un periodo en el que Leovigildo intenta reforzar su posición frente a los merovingios y los bizantinos, pues el suyo es uno de los últimos reinos arrianos y se ve cercado de enemigos. Para liberarse de esta presión, se hace con atributos imperiales romanos, como acuñar monedas con su nombre y fundar ciudades. Se ha propuesto que el trazado urbanístico de Recópolis se inspiró en el urbanismo de Constantinopla.
Hacia mediados del siglo VII la vida local se altera: se modifica la planificación urbanística y disminuye la actividad como consecuencia de la crisis del Estado visigodo.
En el siglo VIII la ocupan los musulmanes, de base étnica bereber, y se asientan en la ciudad visigoda. En los documentos árabes del califato cordobés se la denomina Racopel / Madinat Raqquba, y la nombra el historiador Ali ibn al-Athir en sus Anales del Maghreb y de España. Más tarde, se produjo una reducción del asentamiento, hasta abandonarse en el siglo IX en beneficio de la ciudad de Zorita de los Canes; sus constructores utilizaron como cantera las piedras de las edificaciones de Recópolis y ésta acabó en ruinas.
La repoblación cristiana desde finales del siglo XI significa para la zona la fundación de nuevas aldeas, una de ellas sobre las ruinas del complejo palatino, y se edifica una iglesia ya en el siglo XII, que para el siglo XV es una simple ermita en despoblado, dedicada a la Virgen de la Oliva.

## Vida urbana

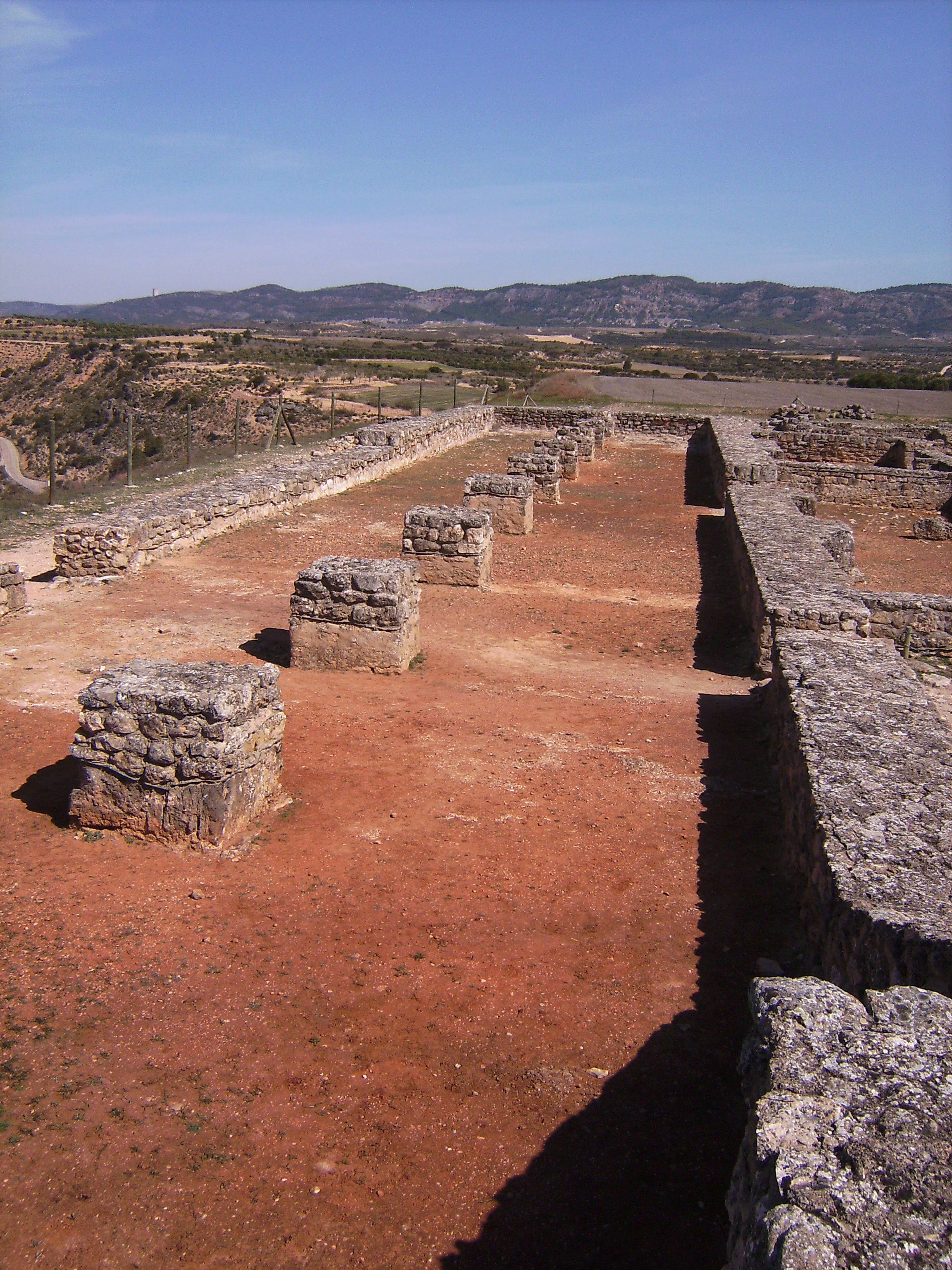
Interior del conjunto palatino.

El conjunto urbano se encontraba rodeado por una muralla con torres y puertas de entrada, ya citadas por Juan de Biclaro y Ali ibn al-Athir; este último añade además la existencia de jardines. Estas murallas tenían una función tanto defensiva como monumental y de prestigio. El centro del poder era el palacio, situado en la parte más alta de la ciudad y formado por una serie de edificios de dos plantas dispuestos alrededor de una gran plaza. Su función sería el alojamiento de los altos dignatarios y la administración de la ciudad y su territorio. La iglesia palatina era de planta cruciforme y tuvo una profusa decoración, con elementos que conectan con el mundo tardorromano y el entorno mediterráneo. En ella se encontró en 1946 un tesorillo de monedas de la época de su fundación (algunas suevas y merovingias, además de las primeras acuñaciones de Leovigildo). Se ha localizado la existencia de talleres locales de cantería, de vidrio y orfebrería, así como algunas muestras de comercio a larga distancia (principalmente del norte de África), que demuestran una sofisticada vida económica, social y cultural para la época. Existieron dos grandes edificios con funciones comerciales y artesanales. No obstante, la principal base económica de la ciudad era abrumadoramente la explotación de un entorno rural —la rica vega del Tajo— de base agropecuaria típicamente mediterránea (cereal, olivo, vid, ganado ovino, caprino, bovino y porcino; incluso se han detectado restos de caza).

## Yacimiento

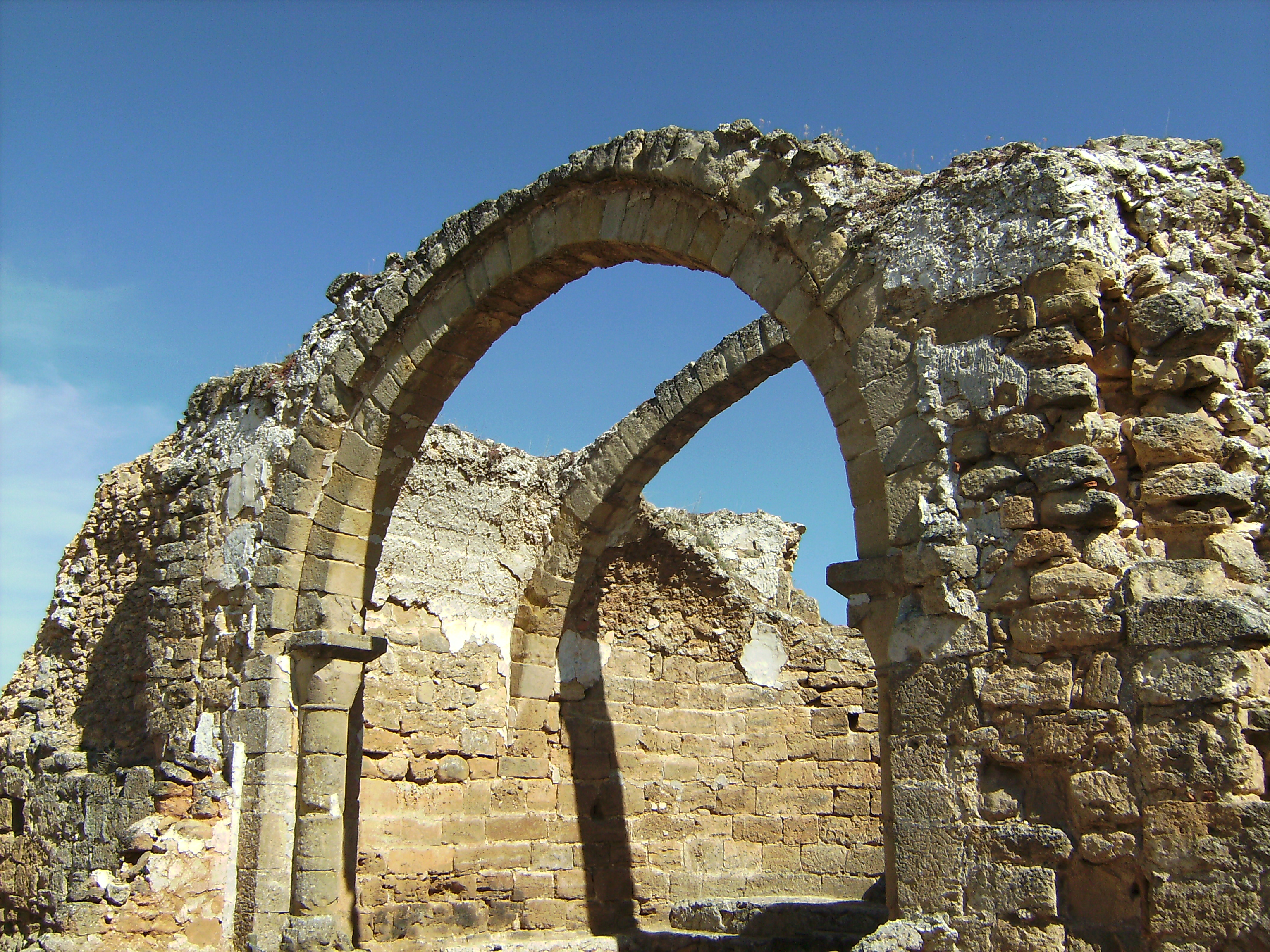
Arco del interior de la iglesia.

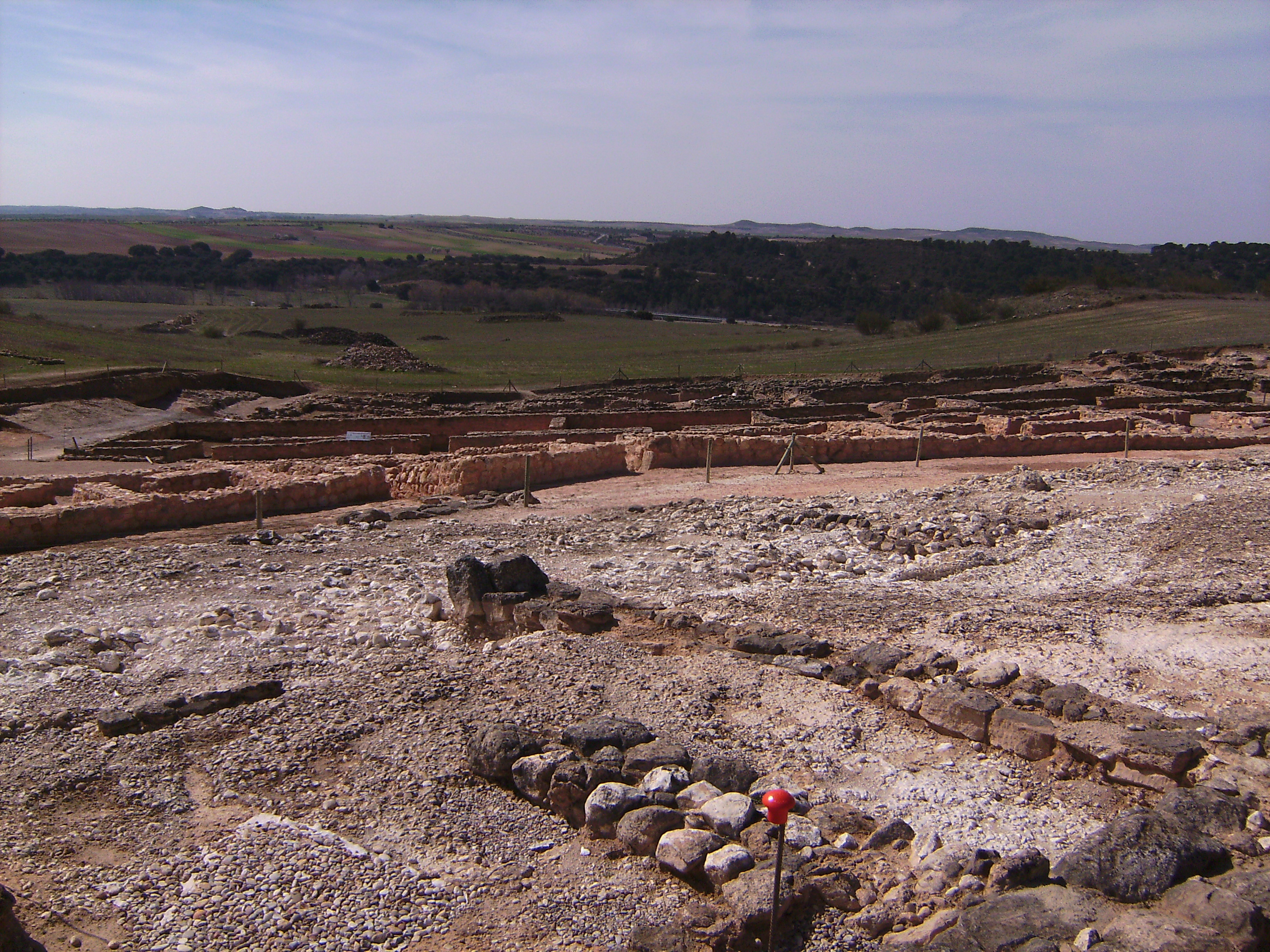
Vista del yacimiento.

El yacimiento de Recópolis se encuentra en proceso de excavación, aunque los trabajos realizados muestran ya trazos de una organización y jerarquización que en la actualidad constituyen el ejemplo más significativo de las concepciones urbanísticas de la época visigoda. De esta ciudad, realizada con un plan urbanístico preconcebido, las excavaciones han descubierto la existencia de un conjunto palatino, formado por tres edificios palaciales de dos plantas, y una iglesia, edificios todos ellos que contenían destacadas piezas artísticas que hoy se pueden admirar en el Museo Arqueológico Nacional de Madrid y en el Museo de Guadalajara. La comunicación entre el conjunto palatino y el resto de la ciudad se hacía a través de una puerta monumental. De dicha puerta partía la calle principal de la ciudad, flanqueada por dos edificios comerciales, con tiendas y talleres, donde se producía vidrio, objetos de orfebrería y se podían adquirir productos procedentes de diferentes zonas del Mediterráneo (norte de África, zona del Egeo, Oriente Próximo). Las casas excavadas muestran una estructura con habitaciones abiertas a patios interiores. Toda la ciudad estaba rodeada por una muralla de grandes dimensiones. Un acueducto, el único que hasta el momento se conoce de época visigoda, suministraba agua a parte de la ciudad, posiblemente al conjunto palatino, mientras que en el resto de la ciudad un sistema de cisternas servían a las necesidades del resto de la población.
La estratigrafía del yacimiento revela que la ciudad estuvo ocupada desde fines del siglo VI hasta mediados del siglo IX, esto es, en época visigoda y primitiva época andalusí. Posteriormente, con motivo de la ocupación cristiana de la zona sobre las ruinas de parte del antiguo palacio y de su iglesia, se asentó una pequeña comunidad de campesinos mozárabes entre finales del siglo XII y el siglo XIV. Una vez abandonada esta aldea, sobre las ruinas de la antigua iglesia se edificó una ermita en honor a la Virgen de la Oliva que pervivió como centro de culto de los pueblos de la zona durante toda la época moderna.
El descubrimiento de las ruinas de Recópolis se debe a Juan Catalina García López, en 1893. Las primeras excavaciones fueron realizadas por Juan Cabré en 1945 y 1946 y se reiniciaron entre los años 1977 a 1985. Posteriormente, desde el año 1992 hasta la actualidad, están dirigidas por el arqueólogo y profesor de la Universidad de Alcalá Lauro Olmo Enciso.

## En la actualidad
En el actual Parque Arqueológico de Recópolis se aposentan los vestigios de la noble villa palatina que el rey Leovigildo ordenó edificar en honor de su hijo Recaredo. Junto con Victoriaco (Vitoria) y Oligicum (Olite) fueron las únicas ciudades de nueva construcción edificadas por los visigodos en España o por cualquier pueblo germánico tras la caída del Imperio romano.
En 2019 se identificó por georradar una estructura similar a las mezquitas de la época orientada hacia La Meca.